# Cicer arietinum

Planta en flor.

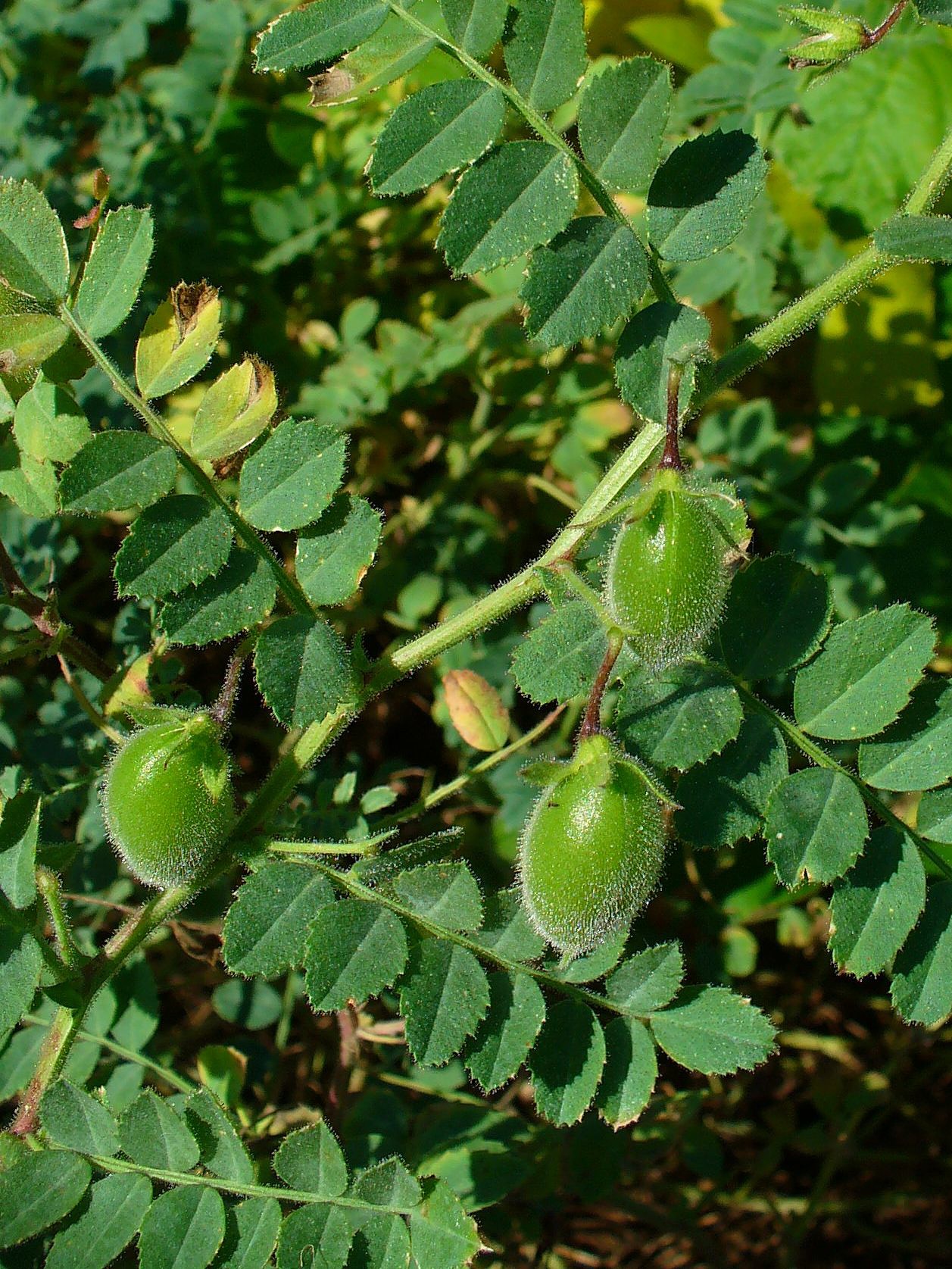
Detalle de la planta con infrutescencias.

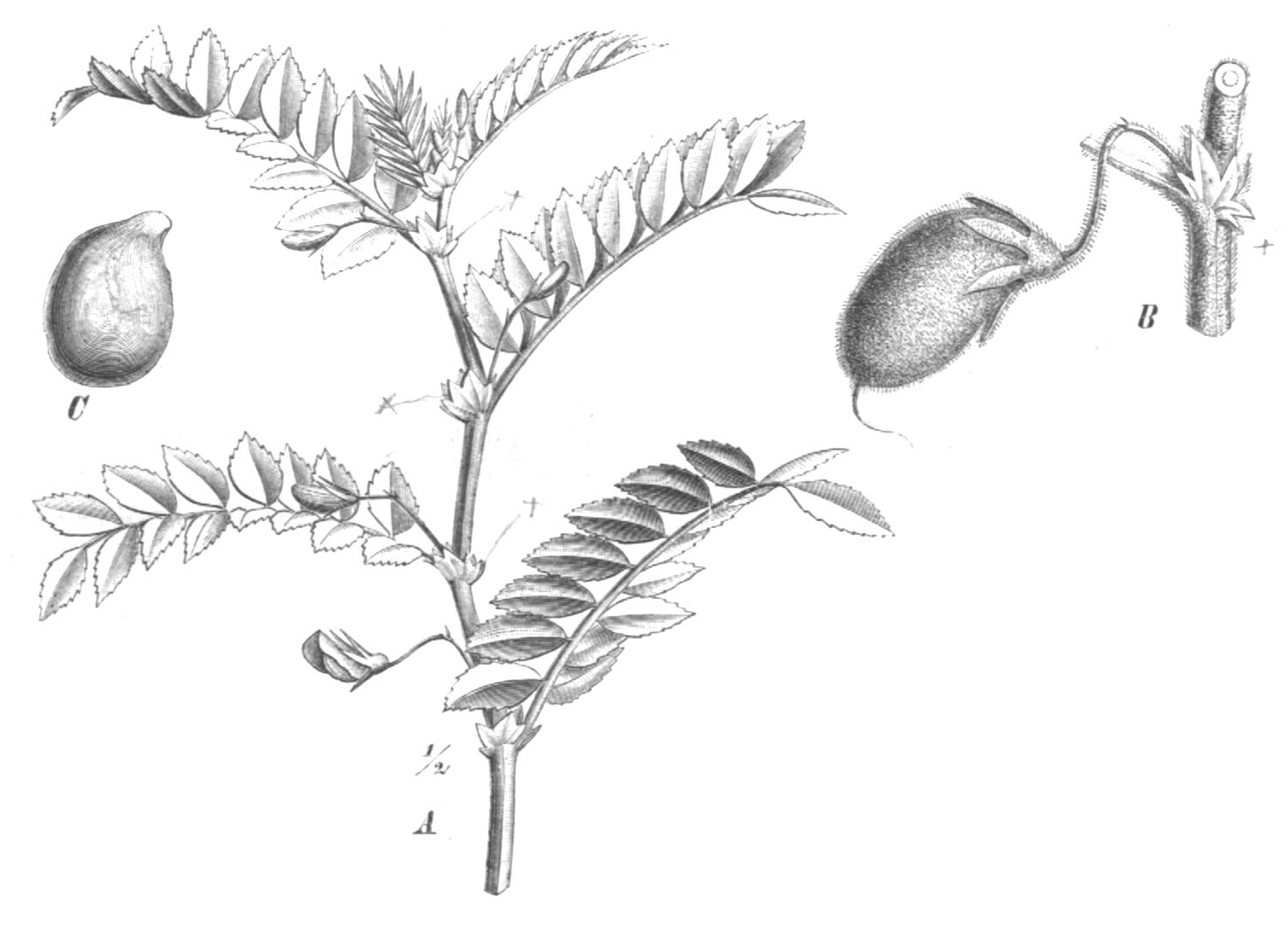
Cicer arietinum en Paul Hermann Wilhelm Taubert, Natürliche Pflanzenfamilien., Vol. III, 3, 1891.

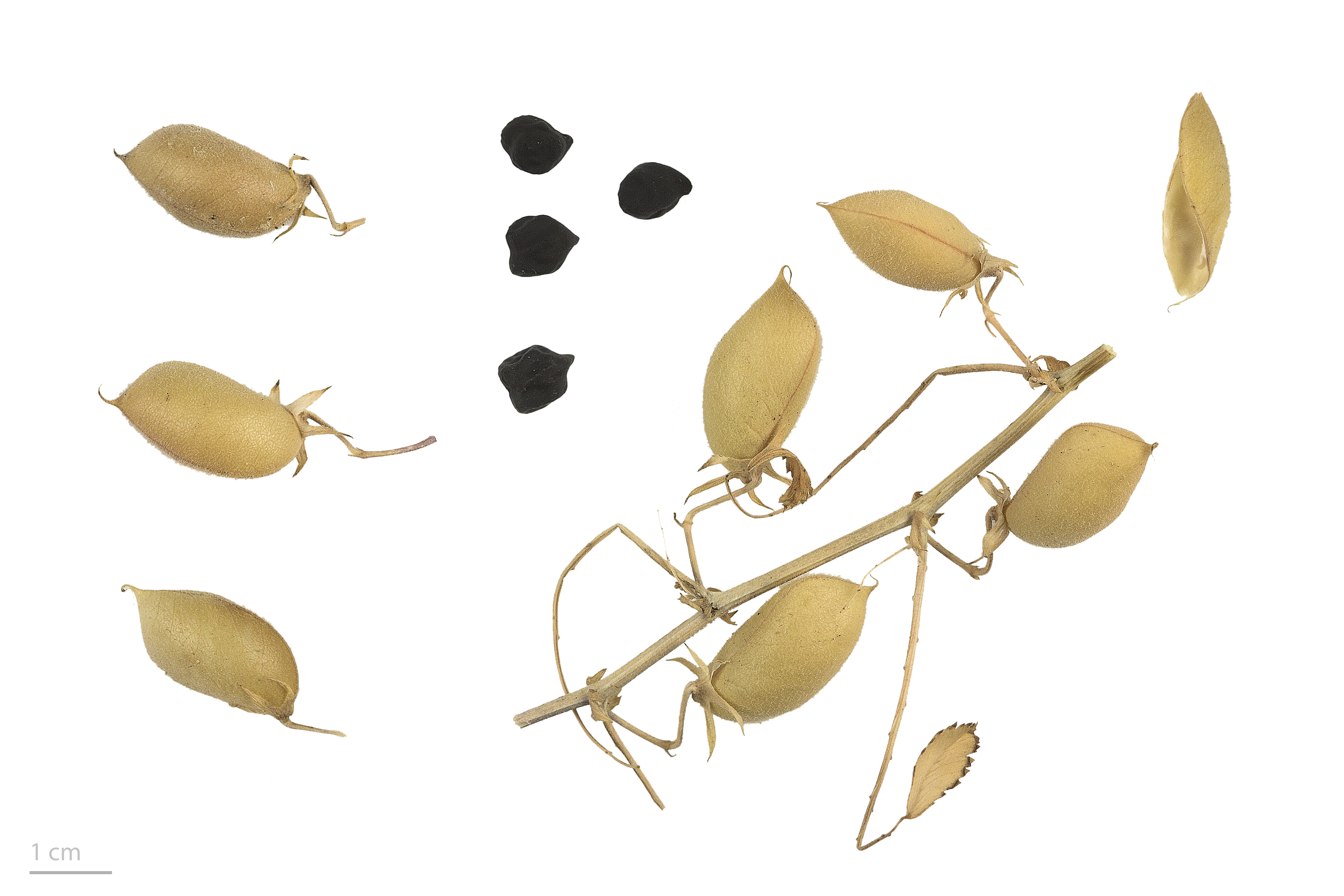
Cicer arietinum noir - MHNT

El garbanzo (Cicer arietinum) es una especie de leguminosa adaptada a todos los continentes. Se trata de una planta herbácea, de aproximadamente 50 cm de altura, con flores blancas o violetas que desarrollan una vaina, en cuyo interior se encontrarán dos o tres semillas como máximo. Su periodicidad es anual. El garbanzo es una legumbre con importantes cualidades culinarias y nutritivas.

## Origen y distribución
El origen del cultivo del garbanzo es discutido. Podría situarse con cierta seguridad en el Mediterráneo, desde donde se expandió por todas las regiones ribereñas del Mediterráneo con relativa rapidez. Pasó posteriormente a Persia, al Asia Central y también al subcontinente indio. Por lo que respecta al África subsahariana hay motivos para pensar que se introdujo con éxito en la región de Ghana, aunque algunas especies salvajes se han documentado con mayor antigüedad en Abisinia. Los conquistadores españoles lo introdujeron en América después de su llegada, implantándose con éxito en California, México y en las regiones de clima seco de todo el continente americano. Sin embargo, los principales productores del garbanzo son India, Pakistán, Turquía, Canadá y México.

## Antepasado del garbanzo
El garbanzo tiene un antepasado que se cultivó principalmente en Turquía. Desde allí se fue extendiendo hacia diferentes regiones con las mismas características ecológicas: primero por el área mediterránea y, más tarde, por India, Etiopía, algunas zonas de América y también por Australia.

## Morfología y elementos de agronomía

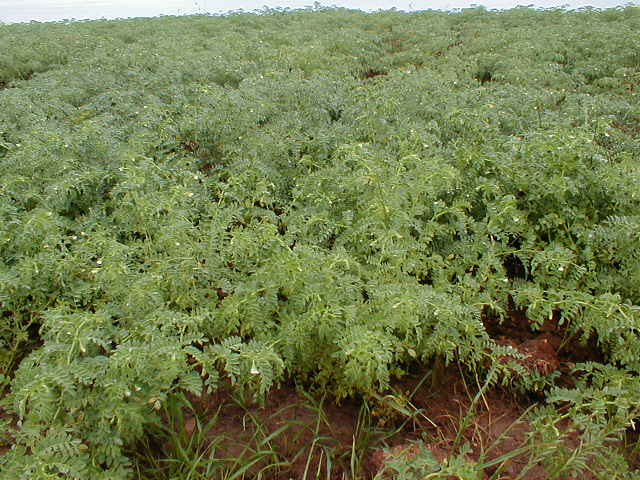
Plantación de garbanzos

El garbanzo es una planta anual diploide, su reproducción es por autogamia y posee un número cromosómico de 2n=16. Las raíces profundizan en el suelo de manera considerable de ahí que se adapte perfectamente a suelos áridos o secos. El tallo principal de la planta es redondeado y las hojas que de él emanan son paripinnadas o imparipinnadas con los foliolos de borde dentado. El fruto es una vaina bivalva con dos o tres semillas en el interior. Las flores emergen solitarias y la planta puede alcanzar hasta 60 cm de altura.
El garbanzo en sí mismo es redondeado, aplastado por los laterales y posee un pico formado por el relieve de la raicilla. Por estas características se suele decir que el aspecto global del garbanzo se asemeja al de una cabeza de carnero con los cuernos enrollados en los flancos. No en vano muchos de los nombres del garbanzo están en relación con esa forma en cabeza de carnero. Así, la palabra griega κριός significa ‘carnero’ y ‘garbanzo’. Incluso la terminología binomial del garbanzo (Cicer arietinum) deriva de la palabra latina aries que significa precisamente ‘carnero’.
El garbanzo es una planta que resiste bien a la sequía. Requiere una temperatura óptima de alrededor de 21–29 °C y 18–26 °C por la noche, mientras que 600–1000 mm de lluvia anual. Germina a partir de 10 °C aunque la temperatura óptima para la germinación es de 25 a 35 °C. Prefiere tierras silíceo-arcillosas y no yesosas porque el yeso del suelo produce un garbanzo de escasa calidad y duro de cocer. Los terrenos (boreales) si están orientados al sur y al poniente hacen germinar garbanzos de mejor calidad. La acidez ideal del suelo para el garbanzo está comprendida entre 6 y 9 de pH. Estas plantas no necesitan que llueva mucho, debido a que tienen unas raíces muy profundas, que son capaces de encontrar el agua atrapada en la tierra.

### Siembra
Por lo que respecta a la siembra, en la región mediterránea se suele realizar en primavera, en África a principios de diciembre, en Asia durante el mes de octubre. La densidad que debe respetarse es la de aproximadamente treinta plantas por metro cuadrado. La recolección debe realizarse cuando las hojas se ponen amarillas. Si ésta es manual, se deben cortar las plantas por encima del nivel del suelo amontonándose después para secarlas, durante unos siete días, antes de trillarlas.

## Historia
El uso medicinal del garbanzo,  lo demuestra su presencia en la Capitulare de villis vel curtis imperii, una orden emitida por Carlomagno que reclama a sus campesinos para que cultiven  una serie de hierbas y condimentos incluyendo las "cicerum italicum" identificada actualmente como Cicer arietinum.

### Variedades
Existen muchas variedades de garbanzos:
- Tipo Desi. Posee un grano pequeño, amarillento o negro con formas angulosas. Se cultiva principalmente en la India.
- Tipo Gulabi. Con grano mediano, liso y redondeado.
- Tipo Kabuli. Caracterizado por un grano medio o grande, redondeado y arrugado. Se cultiva en las regiones mediterráneas, América Central y América del Sur.

Tanto por selección natural como por hibridación se han obtenido numerosas variantes, sobre todo en los países donde se realiza un gran consumo de garbanzos. Así, tan solo en España, existen las variantes: Fardón, Puchero, Alcazaba, Bujeo, Pedrosillano, Lechoso, Blanco andaluz, o el de Valseca, o el de Fuentesaúco, mencionado en la obra de Cervantes o el cada vez más popular garbanzo Pico Pardal.

## Aspectos culturales

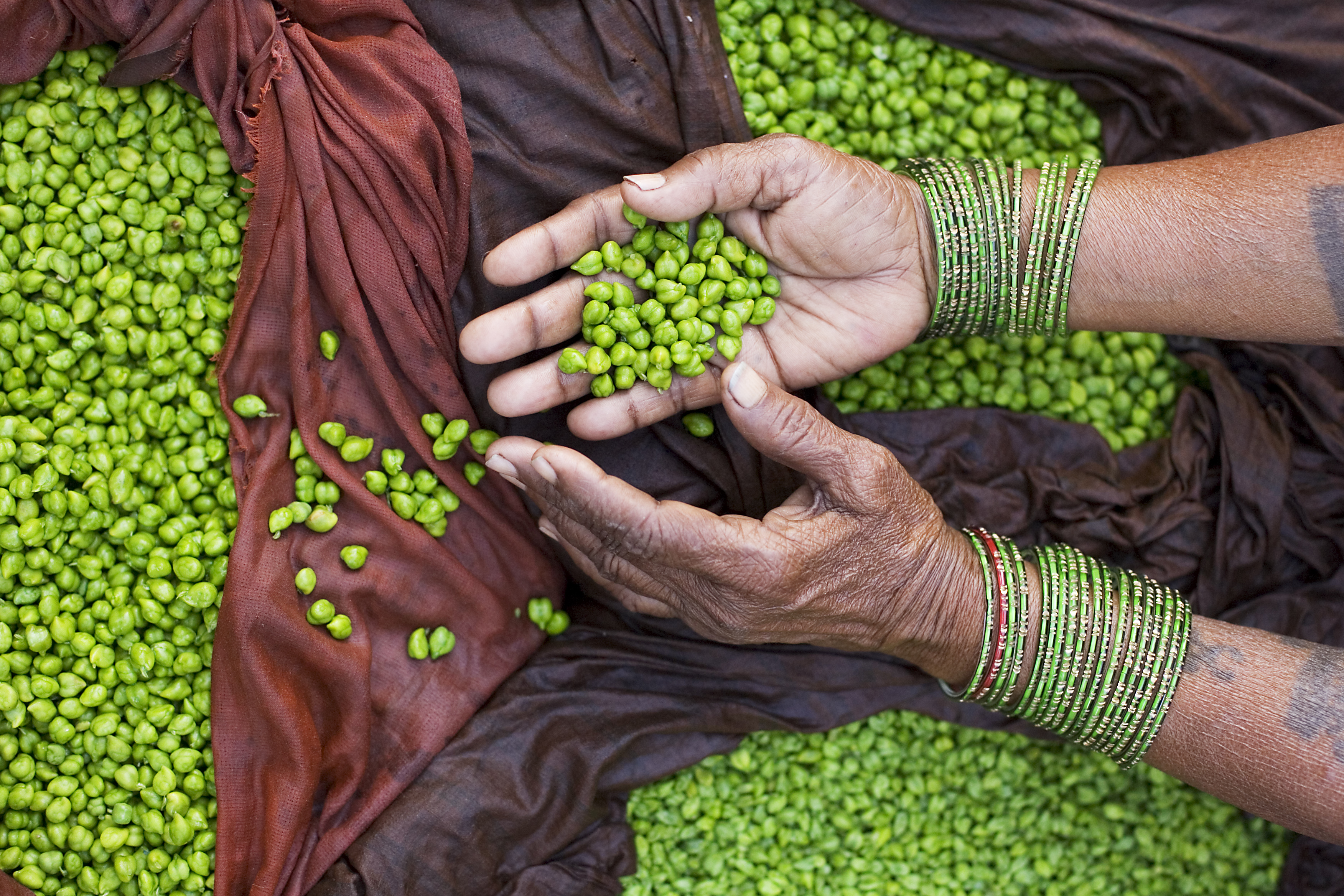
Manos de un vendedor de garbanzos verdes en la India.

El garbanzo casi siempre ha sido sinónimo de frugalidad, pobreza e incluso rudeza.[cita requerida] Numerosas son las expresiones en este sentido. Lo mismo sucede con el consumo de esta formidable legumbre, que si bien ha sido utilizada con cierta profusión en la Antigüedad es a partir del descubrimiento de América, y como consecuencia de la llegada de la alubia mexicana, cuando el garbanzo entra en franco retroceso en numerosas regiones de Europa. Así, el consumo del garbanzo se limitará cada vez más a las zonas de producción y a un determinado entorno social: las clases populares.
En lo referente a las expresiones en las que el garbanzo es protagonista, se debe señalar la rudeza de conceptos que se asocian o las apreciaciones negativas que transmiten. La expresión española "por un garbanzo no se descompone la olla" hace referencia, por citar un ejemplo, a la insignificancia. Otro concepto como la inadaptación o el no respeto de las normas se manifiesta en la expresión "en todo cocido siempre hay un garbanzo negro". Otra cita que revela la importancia del garbanzo como símbolo de fuente alimenticia y sustentadora es "mirar por el garbanzo", que hace alusión a la necesidad de cuidar el origen de nuestra riqueza. El miedo también aparece reflejado en la expresión provenzal "l'aurien barra lou cuou em un cese", que podríamos traducirla por "se le ha tapado el culo con un garbanzo". De la misma manera, este tipo de expresiones aparecen en italiano: "Essere un cece cotto", ("estar como un garbanzo cocido"), que hace referencia a la borrachera por el estado en que uno se encuentra.
No menos importante es la simbología o relación del garbanzo con la muerte. Los griegos de época clásica comían garbanzos en los banquetes fúnebres. En la región de Niza la tradición establece comer garbanzos el Miércoles de Ceniza, el Viernes Santo y el Día de Todos Los Santos. La misma tradición existe en numerosos lugares de España durante el Viernes Santo cuando se come el suculento potaje de garbanzos.

## Nutrición
El garbanzo es de una riqueza formidable en lo que a aportes nutritivos se refiere. Es rico en proteínas, en almidón y en lípidos (más que las otras legumbres) sobre todo de ácido oleico y linoleico, que son insaturados y carentes de colesterol. Del mismo modo el garbanzo es un buen aporte de fibra y calorías.
La siguiente tabla ilustra la composición nutritiva del garbanzo por 100 gramos:
| Proteínas (g) | Lípidos (g) | kcal  | Hidratos de carbono (g) | Fibra (g) | Fósforo (mg) | Magnesio (mg) | Potasio (mg) | Sodio (mg) |
| 20,4          | 5,0         | 335,0 | 55,0                    | 15,0      | 375,0        | 160,0         | 800          | 30,0       |

Hay que tener en cuenta no obstante que si el garbanzo es rico en proteínas (entre 20 y 25% de su peso), tiene todos los  aminoácidos esenciales (no sintetizables por el cuerpo humano) necesarios para la nutrición humana pero tiene una baja digestibilidad proteica.  Para remediar esta carencia es aconsejable completar las recetas de garbanzos añadiendo a los platos pastas o arroz - una combinación que sí incluye en una sola comida todos los aminoácidos esenciales. El mismo efecto se consigue al acompañar los garbanzos con pan, pero en ese caso no hay que olvidar el notable contenido en sodio que posee el pan. Otra posibilidad viene también dada por el añadido de carnes o pescados.
En este sentido, no hace falta reflexionar mucho para darse cuenta de la "sabiduría" de los platos de legumbres que encontramos por toda la cuenca mediterránea en los que se mezclan garbanzos con pastas, diversas verduras y arroz, como en la menestra, el cocido tradicional campestre, el arroz al horno y el cuscús, o también con ingredientes cárnicos o con pescado, como en el cocido madrileño y el potaje, por citar solo unos ejemplos. En Italia, y como ingrediente principal de su receta, encontramos la farinata o fainá.
En México, los frijoles, mientras aún están verdes, se cuecen en agua y sal, se guardan en una vaporera para mantener su humedad y se consumen como botana callejera (Guasanas).
Nuevamente la química y los análisis de nutrición no han hecho más que confirmar los beneficios de algo que la costumbre culinaria lleva realizando desde hace muchas generaciones. En cuanto a los aportes beneficiosos del garbanzo hay que señalar su valor diurético, su capacidad para favorecer el tránsito intestinal (debido al alto nivel de fibras que contiene), su valor energético y por su bajo contenido en sodio permite ser incluido en dietas de control de la hipertensión.

## Producción mundial
| Principales productores de garbanzo (2018) (toneladas) | Principales productores de garbanzo (2018) (toneladas) |
| ------------------------------------------------------ | ------------------------------------------------------ |
| India                                                  | 11.380.000                                             |
| Australia                                              | 998.231                                                |
| Turquía                                                | 630.000                                                |
| Rusia                                                  | 620.400                                                |
| Estados Unidos                                         | 577.970                                                |
| Etiopía                                                | 515.642                                                |
| Birmania                                               | 509.856                                                |
| México                                                 | 351.796                                                |
| Pakistán                                               | 323.364                                                |
| Canadá                                                 | 311.300                                                |

Fuente

## Gastronomía

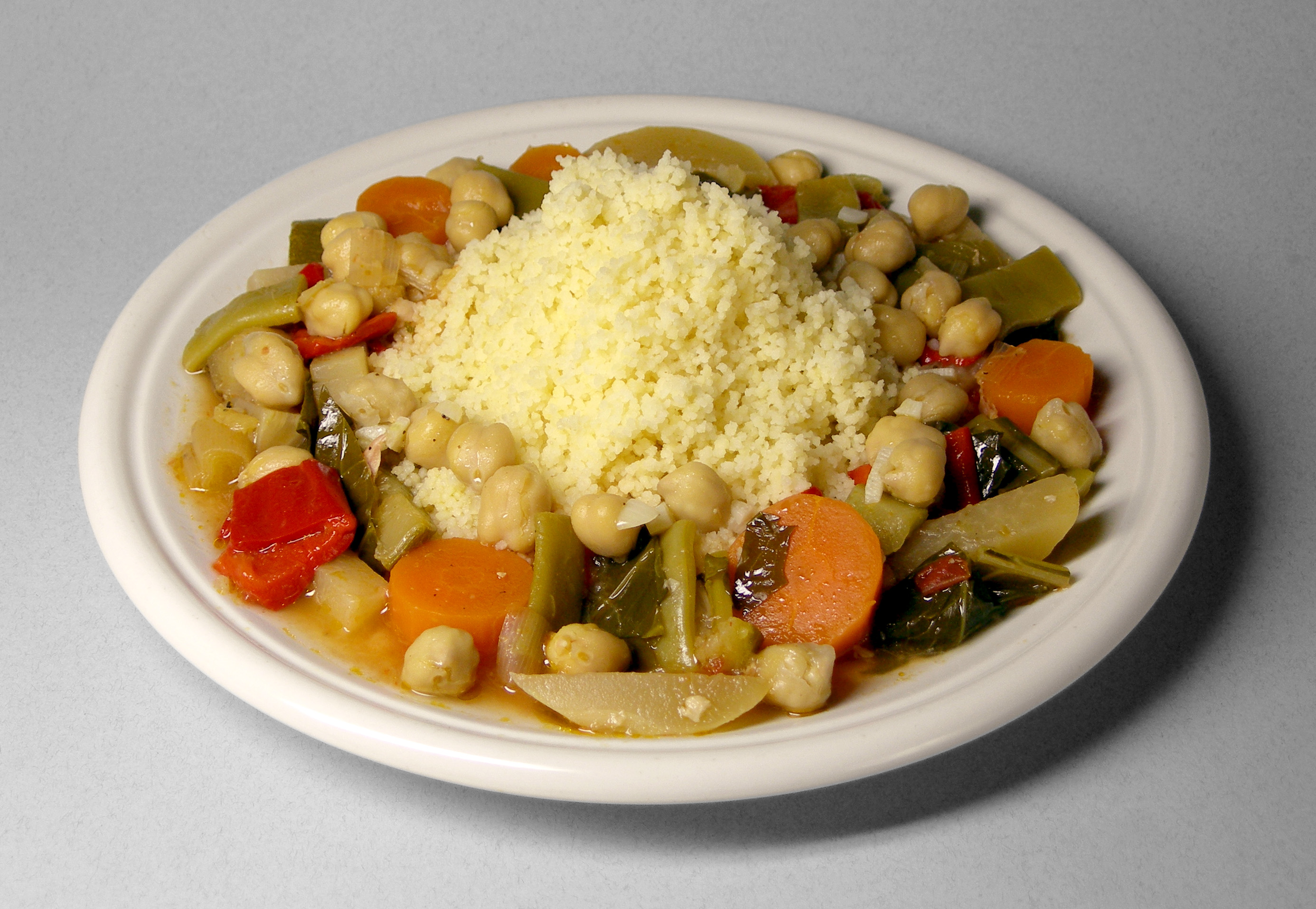
Cuscús con verdura y garbanzos.

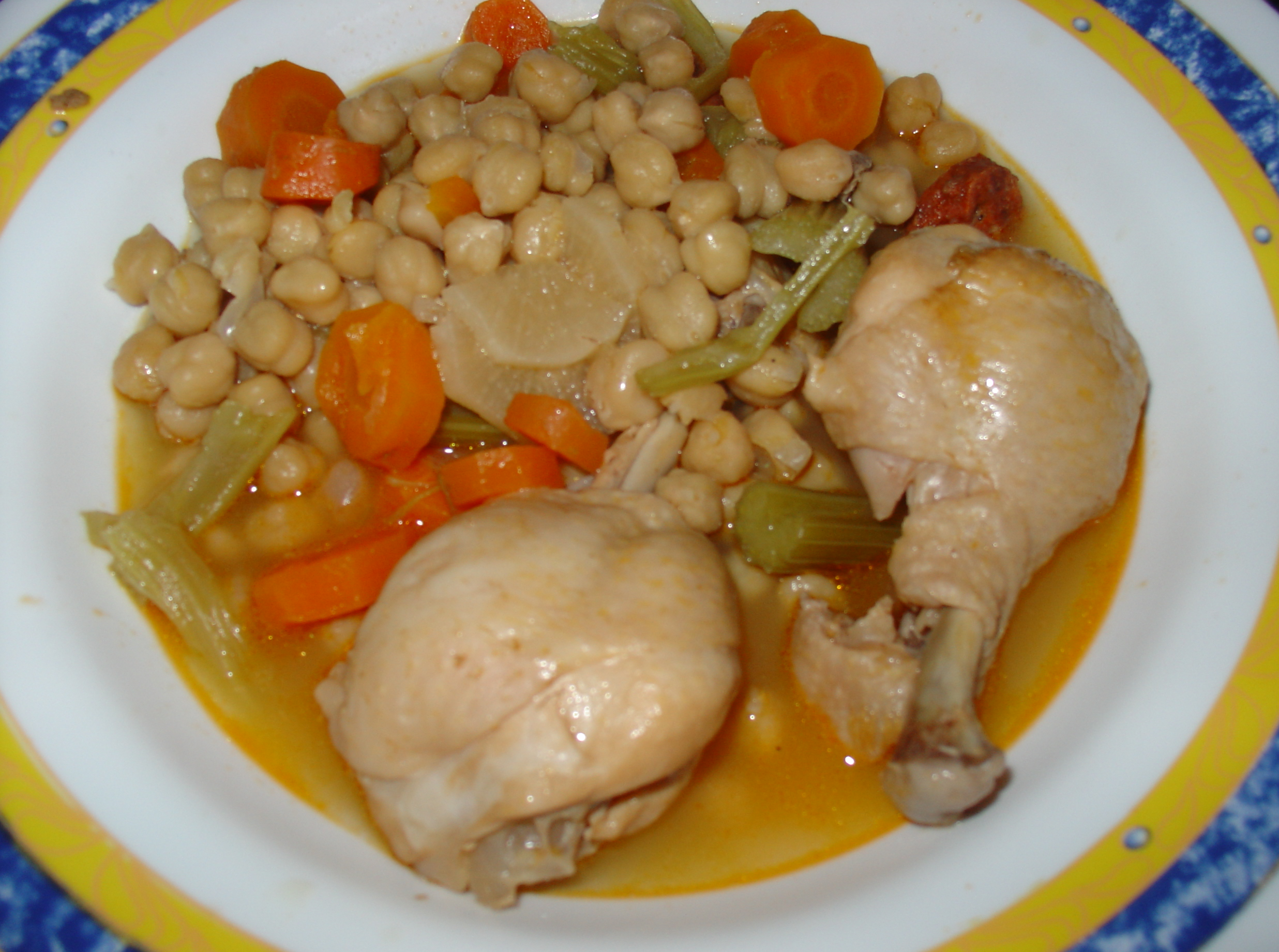
Cocido con garbanzos y pollo.

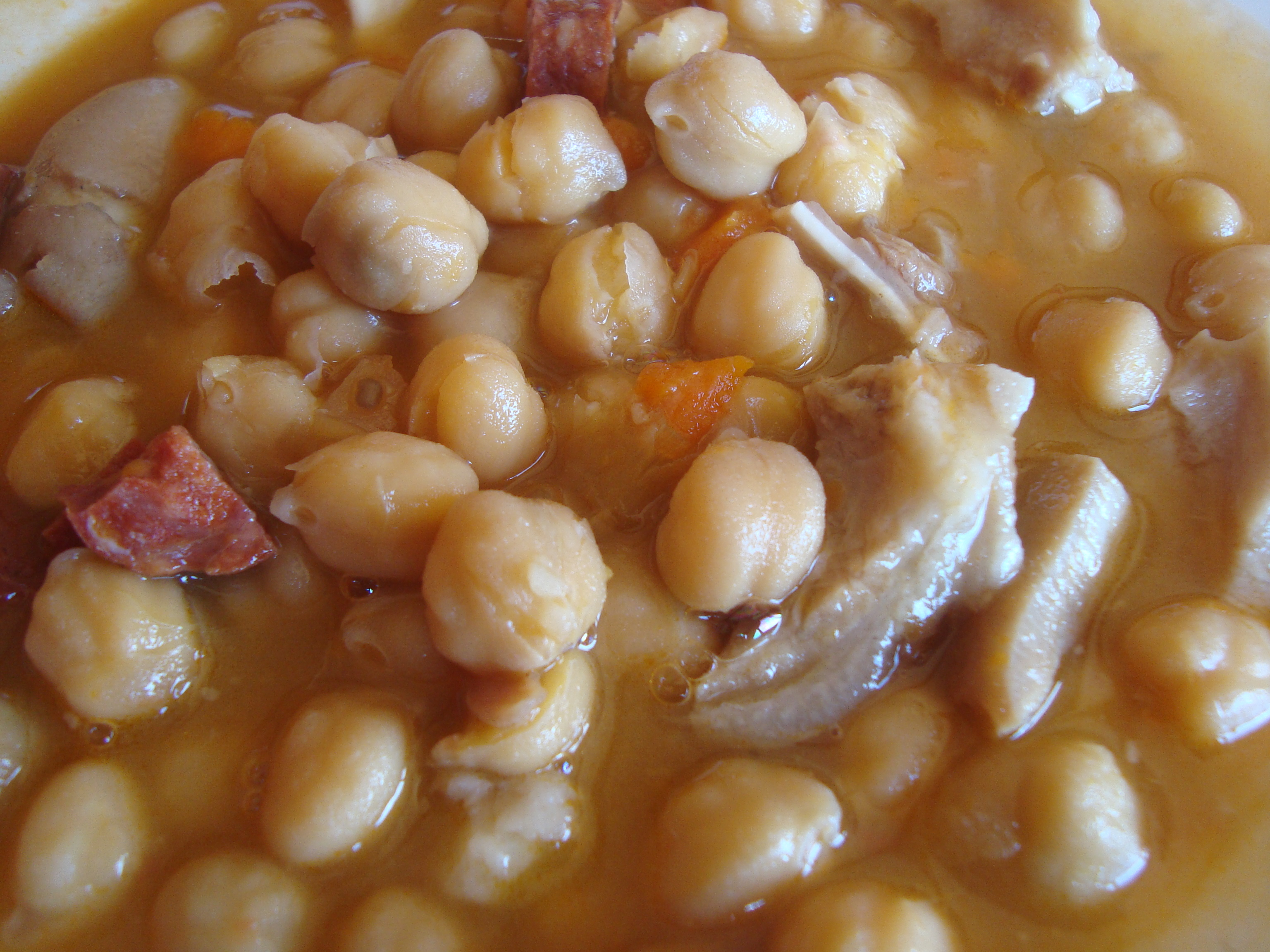
Garbanzos cocidos con oreja de cerdo.

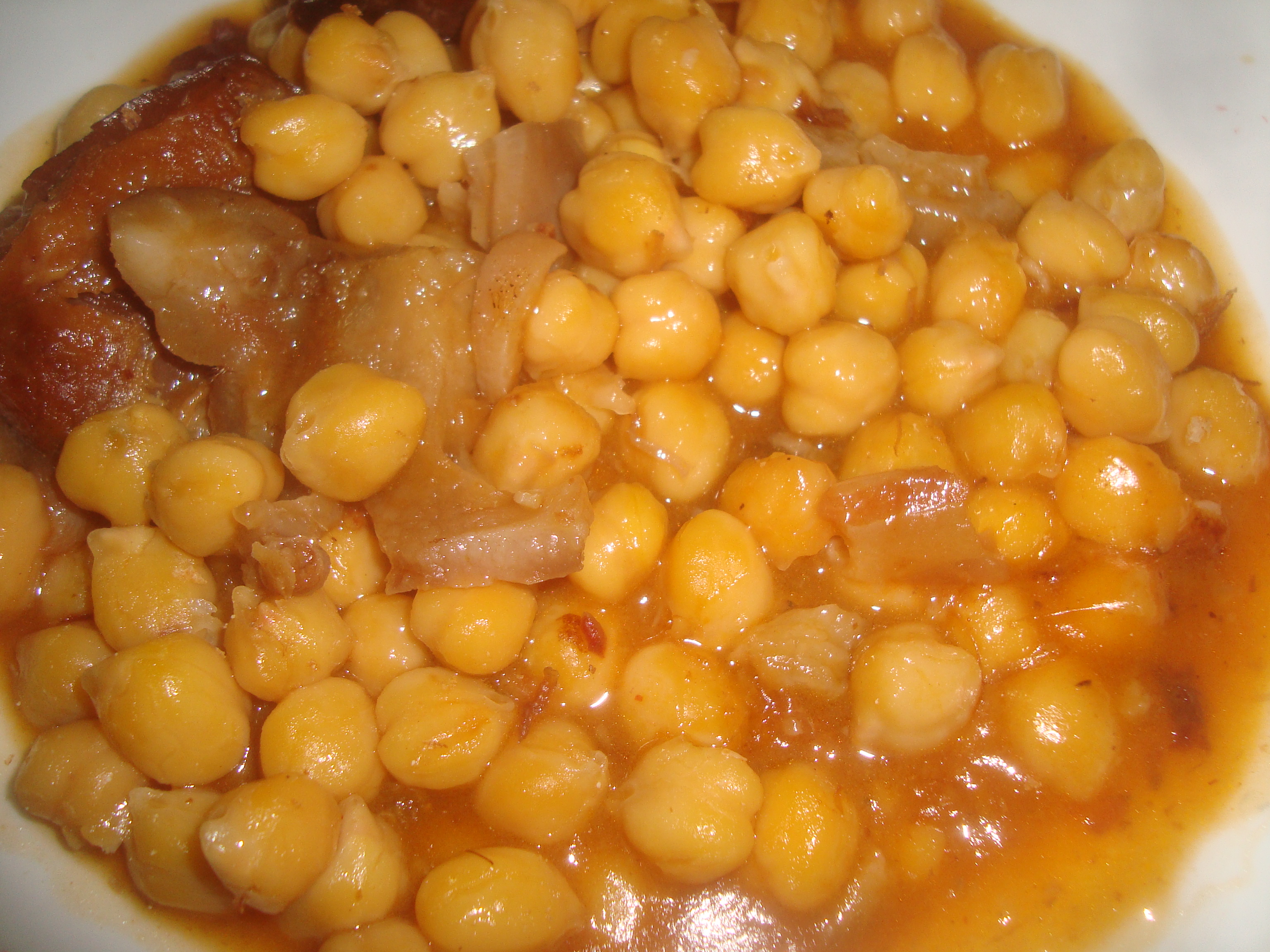
Guiso de garbanzos.

El garbanzo es un ingrediente importante de la dieta mediterránea. En la Antigua Roma los garbanzos gozaban de una considerable reputación. Eran profusamente vendidos en las calles tanto crudos como ya cocidos (Marcial: 1, 40, 5 y 1, 103, 10). Apicio en el Capítulo VIII del Libro Quinto de su obra De re coquinaria (en idioma Latín, "sobre la materia de la cocina") da dos recetas de garbanzos, que se integraban perfectamente con la salsa romana llamada garum.
Los garbanzos pueden comerse cocidos, tostados, fritos e incluso en forma de harina aunque ha sido consumida en algunas zonas también como infusión, en una especie de café, una vez que los garbanzos han sido tostados y molidos.
Los garbanzos son expendidos en diferentes presentaciones: cocidos, en remojo, envasados y secos. Cuando se compran a granel (secos) deben estar enteros, sin olor y con un color uniforme. Los garbanzos se conservan mucho tiempo y una vez cocinados pueden ser congelados por muchos meses. Si se ponen a remojo, los granos deben estar en una vasija con agua fría y una pequeña cantidad de sal gorda por espacio entre doce y veinticuatro horas, dependiendo del tipo y el tamaño de grano. 
En lo que respecta a la cocción, ésta debe ser uniforme y a tal fin, los garbanzos deben ser introducidos con el agua previamente templada y en caso de que se deba añadir agua también debe estar previamente templada. Previamente, los garbanzos deben ser dejados en remojo un número variable de horas en función de la calidad de los mismos.
En la cocina española posee su posición como ingrediente en diversos platos como lo es el cocido madrileño, los callos a la andaluza y a la gallega, el potaje clásico de cuaresma, etc.  El garbanzo es muy común en la cocina de la india y se emplea en numerosos platos, formando parte de las legumbres denominadas Dal y frecuentemente en la forma de harina. En la cocina del Magreb es muy peculiar el hummus, una especie de pasta de garbanzos.
En la zona de la costa mediterránea entre Liguria y Provenza, existe un plato a base de harina de garbanzo, agua y aceite de oliva, consistente en una torta plana y chata, de casi 1 cm de grosor que se cocina en horno de barro a fuego fuerte. Los genoveses llaman a este plato fainá (en italiano farinata), mientras que en Niza se lo llama socca. Al parecer, la influencia genovesa en el Mediterráneo llevó hasta el norte marroquí este plato, donde la comunidad sefardí de Gibraltar lo llama calentita. Pero lo más curioso aconteció en el Río de la Plata, ya que la inmigración genovesa llevó la fainá a Buenos Aires y a Montevideo, en donde se convirtió en el acompañamiento de la pizza.
En la zona valenciana se conocen con "Torraos" o "Porrat", en su versión de tostados, que curiosamente se asan junto a una pequeña parte de yeso.
Existen fiestas populares en torno al garbanzo como El desarme que se celebra en la ciudad de Oviedo. Cada 19 de octubre muchos de sus restaurantes presentan el cartel anunciador: ¡Hay desarme!, en donde se ofrece un suculento menú especial formado por garbanzos con bacalao y espinacas, callos (callos con garbanzos) y arroz con leche.

## Taxonomía
Cicer arietinum fue descrita por Carlos Linneo  y publicado en Species Plantarum 2: 738. 1753.
Etimología
- Cicer: prestado del latín cĭcĕr, -ĕris, con el mismo sentido (Catón el Viejo, De Agri Cultura, 2, 10, 24), mientras  cĭcĕra, -ae designaba las plantas leguminosas de los géneros Lathyrus y Psophocarpus.[7]

- arietinum: del latín ǎrĭĕtīnus, -a, -um, referente al carnero, derivado de aries, arietis, carnero, que, en Plinio el Viejo, Historia naturalis (18, 24), designaba un cierto tipo de garbanzo.[7]

- Garbanzo: de origen incierto, parece provenir de un gótico arwaits (que derivaría en el alemán antiguo araweiz y luego erbse, que designa las legumbres en general) que daría arvanço con una g- protética probablemente asimilada de garroba o algarroba.[8] También podrían ambas tener relación con el término griego erebinthos.

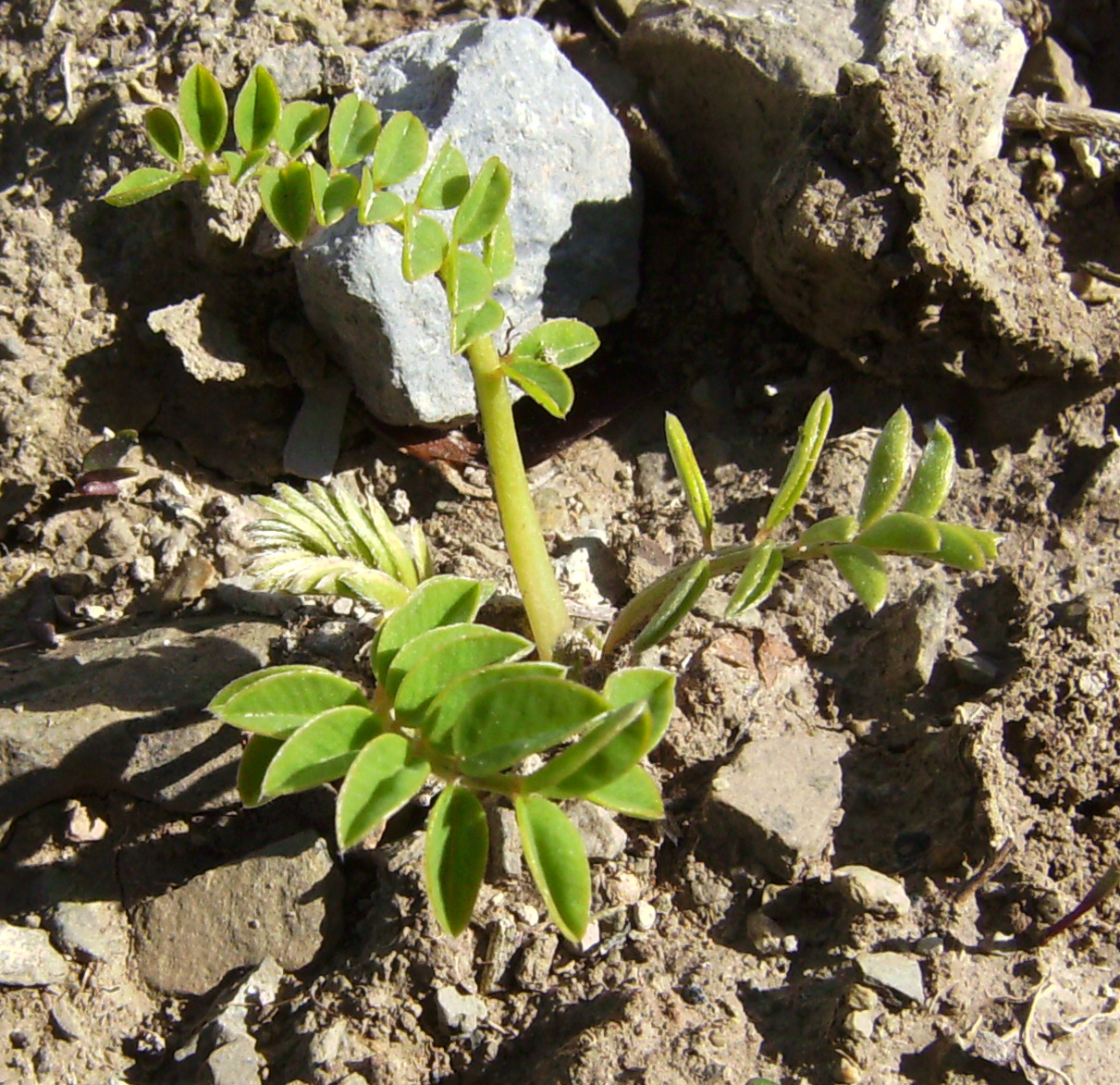
Plántula.

Sinonimia
- Cicer album  hort.
- Cicer arientinium L.
- Cicer arientinum L.
- Cicer edessanum Bornm.
- Cicer grossum Salisb.
- Cicer nigrum hort.
- Cicer physodes Rchb.
- Cicer rotundum Alef.
- Cicer sativum Schkuhr
- Cicer sintenisii Bornm.
- Ononis crotalarioides M.E.Jones[9][10]

## Nombres comunes

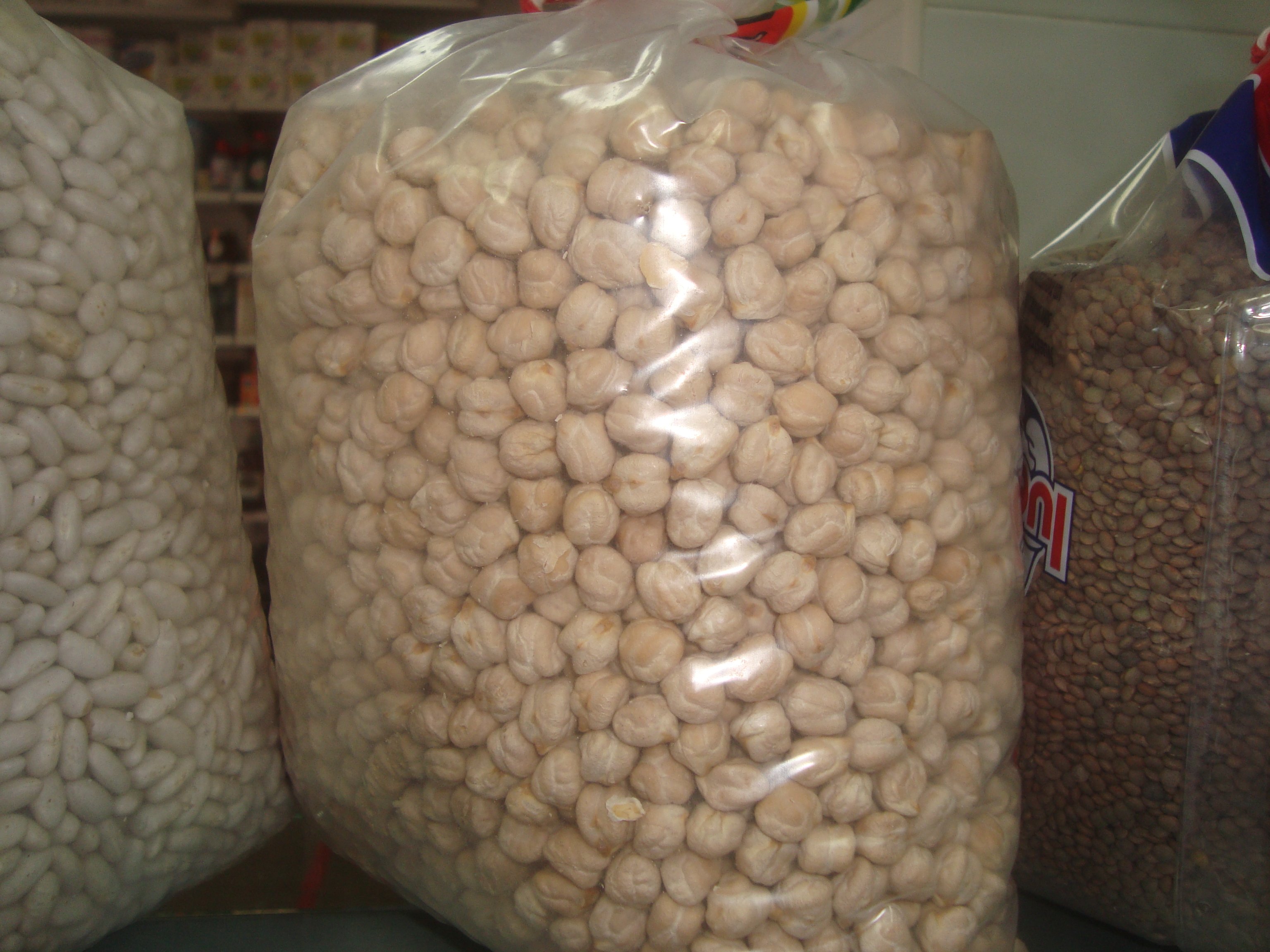
Garbanzos secos listos para su venta en una tienda tradicional.

- Castellano: garbanzas, garbanzo, garbanzo bermejo, garbanzo blanco, garbanzo carneruno, garbanzo colorado, garbanzo común, garbanzo de Salamanca, garbanzo de Valseca, garbanzo hortense, garbanzo negro, garbanzos, garbanzos cocheros, garbanzos duros, garbanzos ocales, grabansa, grabanzo, paja herbaliza, repollo.[11] En el norte de la provincia de Granada y sureste de España se le dice cuco.